# Caicio
Il caìcio (Sloveno e Croato: Kaič oppure Kaić) è una piccola imbarcazione a due remi, con capienza di quattro o cinque persone, in uso nella laguna di Venezia.
Di dimensioni molto contenute e dalla forma a guscio di noce, a chiglia carenata e non piatta, veniva utilizzata per attività di caccia e pesca lagunare nelle zone di maggior profondità. A differenza di quasi tutte le altre imbarcazioni in uso nella laguna veneta, la posizione di voga, a due remi, è seduta, con la schiena rivolta verso la prua.
In alcuni modelli, è prevista anche la possibilità di utilizzare una propulsione ausiliaria a vela, con una randa e un fiocco e una deriva mobile.
È assai probabile che il nome derivi dal caicco turco sebbene quest'ultima sia un'imbarcazione di dimensioni decisamente maggiori.